# Locos sueltos en el zoo
Locos sueltos en el zoo es una película argentina de género cómico y aventura dirigida por Luis Barros. Está protagonizada por Emilio Disi, Fabián Gianola, Gladys Florimonte, Alejandro "Marley" Wiebe, Pachu Peña, Karina Jelinek, Luciana Salazar, Nazareno Móttola, Álvaro "Waldo" Navia, Matías Alé, Alberto Fernández de Rosa, Noelia Marzol y Alejandro Müller. También cuenta con las participaciones secundarias de Mariana Antoniale, Ivana Nadal y Rafael Walger. Se estrenó el 9 de julio de 2015 en las salas de cines de Argentina.

## Sinopsis
Gregorio (Alberto Fernández de Rosa) el viejo guardián del Zoo descubre un gran secreto por la noche: los animales tienen la capacidad de hablar. Cuando esta noticia llega a los oídos de Alejandro (Matías Alé) un poderoso empresario, que estará acompañado por su compañero Norman (Alejandro Müller) y Bárbara (Karina Jelinek) su secretaria, estos intentarán apoderarse de estos particulares animales. Para esto cuenta con la ayuda de unos detectives muy torpes Paco y Walter Bielsa (Pachu Peña y Álvaro Navia) que harán toda clases de locuras para conseguirlo. Julián (Fabián Gianola), el nuevo guardián, Alfredo (Emilio Disi), el director del Zoo, Paz (Luciana Salazar) la veterinaria y Benjamín (Nazareno Móttola), trataran de hacer todo lo posible para que no se roben a los animales del Zoológico.

## Reparto y personajes
- Emilio Disi interpreta a Alfredo; el director del zoológico.
- Fabián Gianola interpreta a  Julián; el guardián del zoológico.
- Gladys Florimonte interpreta a Elsa; la guardia de seguridad y siente una atracción por Alejandro.
- Alejandro "Marley" Wiebe interpreta a Oruga; un vendedor de golosinas.
- Pachu Peña interpreta a Paco Bielsa; uno de los detectives privados que se infiltra en el zoológico para secuestrar a los animales.
- Karina Jelinek interpreta a Bárbara "Barbie"; la novia y ayudante de Alejandro.
- Luciana Salazar interpreta a Paz; la veterinaria del zoológico.
- Nazareno Móttola interpreta a Benjamín "Benja"; el aprendiz de cuidador de animales.
- Álvaro "Waldo" Navia interpreta a Walter Bielsa; uno de los detectives privados.
- Matías Alé interpreta a Alejandro Brooklyn; un empresario mafioso que ordena a los detectives secuestrar a los animales del zoo al enterarse de que son capaces de hablar.
- Alberto Fernández de Rosa interpreta a Gregorio; el viejo guardián del zoológico.
- Noelia Marzol interpreta a Noelia; la vendedora de peluches.
- Alejandro Müller interpreta a Norman; uno de los empresarios mafiosos.
- Mariana Antoniale interpreta a Delfina; la novia de Julián y una chica muy histérica.
- Ivana Nadal interpreta a Ivana, la amiga de Bárbara.
- Rafael Walger interpreta a Pipo, el gorila del zoo a quien quieren secuestrar por su capacidad de hablar.
- Daniel Ambrosino interpreta a Un empleado del zoológico.

### Voces
- Javier Cancino como Oso.
- Arturo Cuadrado como Pipo/Elefante/Tigre.
- Mariano Chiesa como Jirafa/Mandril/Monito/Osos/Llamas.
- Silvina La Morte como Leona/Jirafa 2/Tigre/Elefante 2.
- Damian Stravopulos como León/Cebra/Lemur/Carpincho 1/Loro.
- Carina Buono como Carpincho 2/Ñandú/Lémures.

## Producción

### Rodaje
El rodaje de la película inició a principios de abril de 2015, en el Zoológico de Buenos Aires, ubicado en el barrio porteño de Palermo, frente a la Plaza Italia. La grabación de la película finalizó el 7 de mayo de 2015.

## Promoción
El 6 de mayo de 2015, se lanzó el primer teaser tráiler de la película en YouTube. El 1 de mayo de 2015, en la página oficial de Facebook se publicaron una serie de pósteres revelando así algunos de los personajes de la película. El 3 de junio de 2015, se publicó el póster oficial de la película a través de la cuenta oficial de Facebook y Twitter. El 16 de junio de 2015, se lanzó el segundo teaser tráiler de la película en YouTube. El 26 de junio de 2015, se lanzó un video en donde se mostraba una serie de bloopers de algunos de los actores de la película. El 30 de junio de 2015, se lanzó un video en donde se mostraba al elenco de la película bailando la canción Me Gusta el Zoo un tema original que fue compuesto para la película. El 5 de julio de 2015, se lanzó un segundo video en donde se mostraba una serie de bloopers de algunos de los actores de la película y ese mismo día lanzaron el tercer teaser tráiler de la película en YouTube.

## Controversias
El movimiento "Sin Zoo", compuesto por distintas organizaciones que defienden los derechos de los animales, presentaron una petición en Change.org en la que denunciaban a Walt Disney Studios Motion Pictures y Argentina Sono Film por la proyección de la película dentro del Zoológico de Buenos Aires. Las organizaciones afirmaban que esto les provocaría a los animales cautivos allí un mayor sufrimiento y estrés del que ya padecen, aumentando su zoocosis, ante toda la parafernalia que implica una filmación con una cantidad de personas alrededor de ellos durante el rodaje, muchas horas en el zoo, ruidos y luces. Finalmente se realizó el rodaje con las escenas tal cual estaban previstas, sin más consecuencias para los animales y los actores.
Un grupo de activista se hicieron presentes en la avant premiere de la película con carteles con distinto mensajes tales como "no demos nuestro dinero a una película que montó un alboroto irreverente en este templo del abuso animal que es el Zoo de Palermo", "La película alienta a que la gente vaya al zoológico, lugar donde se maltrata a los animales", "No apoyemos una obra que ignoró el nerviosismo, la tristeza, la zoocosis de los presos de esta cárcel de inocentes, rodando durante semanas con sus luces, ruidos y movidas extraordinarias frente a los animales deprimidos"; entre otras.

## Recepción

### Crítica
La película ha recibido en la mayoría críticas desfavorables por parte de los críticos, Juan Erbiti de Clarín dijo que "el filme se erige como un infantil que busca enternecer, hacer reír y que no escapa del tinte popular -y bizarro- de otras producciones de Carlos Mentasti y la emblemática Argentina Sono Film" pero destacó la actuación de Álvaro Navia y Pachu Peña. Adolfo C. Martínez del Diario La Nación declaró: "Si en principio la trama promete cierta originalidad, pronto el guion cae en las redes de lo absurdo y la reiteración". Por su parte, Catalina Dlugi de TN Show dijo que la trama "apenas une lo policial con famosos que hacen de, en apariciones inconexas y exageradas muchas veces sin lógica.

### Taquilla
Locos sueltos en el Zoo, se estrenó el 9 de julio de 2015 terminando su primera semana con 89.005 entradas vendidas y finalizó aproximadamente con más de 217.252 espectadores, posicionándose en el puesto número 8 como una de las películas más vistas del cine nacional durante el 2015.

### Home Video
La película se estrenó en DVD el 23 de marzo del 2016, siendo distribuida y editada por Blu Shine SRL. Sus extras son el teaser, tráiler del cine y Promo de la película. Tiene como características especiales audio español 2.0 y 5.1 y subtítulos en español.

## Estrenos internacionales
| Fechas de estreno |                  |      |            |
| País              | Fecha            | Año  | Referencia |
| Argentina         | 9 de julio       | 2015 | [ 23 ]     |
| Uruguay           | 10 de septiembre | 2015 | [ 23 ]     |